# Вентиляція тупикових виробок

Схема вентиляційного обладнання

Вентиляція тупикових виробок (рос. вентиляция тупиковых выработок, англ. dead heading ventilation, ventilation of a line end; нім. Sonderbewetterung der nichtdurchgängigen Baue) — комплекс заходів щодо забезпечення свіжим повітрям тупикових виробок шахт.
Вентиляцію тупикових виробок здійснюють за допомогою поздовжніх перегородок, вентиляційних труб і паралельних виробок за рахунок роботи вентиляторів місцевого і головного провітрювання. Вентиляція тупикових виробок вентиляторами місцевого провітрювання в залежності від умов проходження здійснюється нагнітальним (найпоширеніший), всмоктувальним або комбінованим способами. У всіх способах вентиляції тупикових виробок вентиляторами місцевого провітрювання їх максимальна продуктивність при їх установленні в наскрізній виробці повинна складати не більше 30 % кількості повітря, що проходить по виробці за рахунок загальношахтної депресії.

Провітрювання тупикових виробок з допомогою ВМП
Нагнітальна схема
Всмоктувальна схема
Комбінована схемаКомбінована схема

Провітрювання тупикових виробок за рахунок загальношахтної депресії
Парусом
Нагнітальна схема з перемичкою
Провітрювання спарених виробок